# Sâlța
Sâlța – wieś w Rumunii, w okręgu Marmarosz, w gminie Rozavlea. W 2011 roku liczyła 269 mieszkańców.